# 周永鴻
周永鴻（1973年12月5日—），臺灣政治人物，民主進步黨籍，現任臺中市議員與民主進步黨中央執行委員，曾任臺中市民政局局長。研究所就讀國立臺灣大學政治研究所，為前臺中市市長林佳龍的學弟，同為自由派學者－胡佛學生，學運世代成員。
2018年6月1日離任台中市政府民政局局長，首次參選便獲跨黨派支持，以13,744票（9.86%）當選臺中市議會第五選區（潭子區、大雅區、神岡區）第三屆議員。後於2022年在同一選區以21,094票（16.70%）最高票連任，為該屆臺中市唯一一位單一選區最高票連任的民進黨籍議員。
2022年9月，在潭子區成立聯絡處。

## 政策及立場
- 台中市公園遊具改善：民進黨團幹事長周永鴻質疑市政府「美樂地計畫」，指計畫「沒有整體規劃，乏善可陳。」[9]
- 神岡區陽明橋護岸與道路修復：同立法委員何欣純爭取水利署4,740萬元經費補助修復工程[10]。
- 爭取聽損兒童輔具補助：因應衛福部對單側聽損的認定仍嚴，周永鴻敦促衛生局研議補助單側聽損的幼兒購買輔具[11]。

## 選舉紀錄
| 年度 | 選舉屆數             | 選舉區           | 所屬政黨   | 得票數 | 得票率 | 當選標記   | 備註 |
| ---- | -------------------- | ---------------- | ---------- | ------ | ------ | ---------- | ---- |
| 2018 | 第三屆臺中市議員選舉 | 臺中市第五選舉區 | 民主進步黨 | 13,744 | 9.86%  |            |      |
| 2022 | 第四屆臺中市議員選舉 | 臺中市第五選舉區 | 民主進步黨 | 21,094 | 16.70% | 選區最高票 |      |

## 個人生活
周永鴻曾於2022年8月確診新冠病毒，雖未不適，仍自主隔離。